# Matteo Pellegrino
Matteo Pellegrino (Boves, 3 dicembre 1877 – Torino, 23 febbraio 1936) è stato un vescovo cattolico italiano.

## Biografia
Nacque a Boves, in provincia e diocesi di Cuneo, il 3 dicembre 1877 da Giorgio e Maria.

### Formazione e ministero sacerdotale
Compì gli studi in preparazione al sacerdozio nel seminario vescovile di Cuneo.
Dopo l'ordinazione diventò vicecurato nella parrocchia della Natività di Maria Santissima a Spinetta. In seguito, all'età di 24 anni, fu nominato vicerettore del seminario vescovile, ricoprendo l'incarico per sei anni; nei successivi cinque anni, invece, fu rettore della chiesa succursale di Fontanelle di Boves. Il 15 agosto 1913 fece il suo ingresso come arciprete della chiesa di Santa Maria Assunta a Caraglio.

### Ministero episcopale
Il 17 dicembre 1928 papa Pio XI lo nominò vescovo di Bobbio; succedette a Pietro Calchi Novati, precedentemente nominato vescovo di Lodi. Il 17 aprile 1929 ricevette l'ordinazione episcopale, nella chiesa di Santa Maria Assunta a Caraglio, da Quirico Travaini, vescovo di Cuneo e di Fossano, co-consacranti Natale Gabriele Moriondo, vescovo di Caserta, e il suo predecessore Pietro Calchi Novati. Il 12 maggio seguente prese possesso della diocesi.
Durante il suo episcopato compì due visite pastorali e iniziò la terza; diede inoltre un impulso riformatore alla vita religiosa nella diocesi e all'insegnamento nel seminario.
Morì il 23 febbraio 1936, all'età di 58 anni, nella piccola casa della Divina Provvidenza a Torino. Dopo le esequie, celebrate il 27 febbraio dal vescovo di Tortona Egisto Domenico Melchiori nella cattedrale di Santa Maria Assunta a Bobbio, fu sepolto nella cripta dello stesso edificio.

## Genealogia episcopale
La genealogia episcopale è:
- Cardinale Scipione Rebiba
- Cardinale Giulio Antonio Santori
- Cardinale Girolamo Bernerio, O.P.
- Arcivescovo Galeazzo Sanvitale
- Cardinale Ludovico Ludovisi
- Cardinale Luigi Caetani
- Cardinale Ulderico Carpegna
- Cardinale Paluzzo Paluzzi Altieri degli Albertoni
- Papa Benedetto XIII
- Papa Benedetto XIV
- Cardinale Enrico Enriquez
- Arcivescovo Manuel Quintano Bonifaz
- Cardinale Buenaventura Córdoba Espinosa de la Cerda
- Cardinale Giuseppe Maria Doria Pamphilj
- Papa Pio VIII
- Papa Pio IX
- Cardinale Alessandro Franchi
- Cardinale Giovanni Simeoni
- Cardinale Antonio Agliardi
- Vescovo Giacinto Arcangeli
- Cardinale Giuseppe Gamba
- Vescovo Quirico Travaini
- Vescovo Matteo Pellegrino